# Flossenbürg

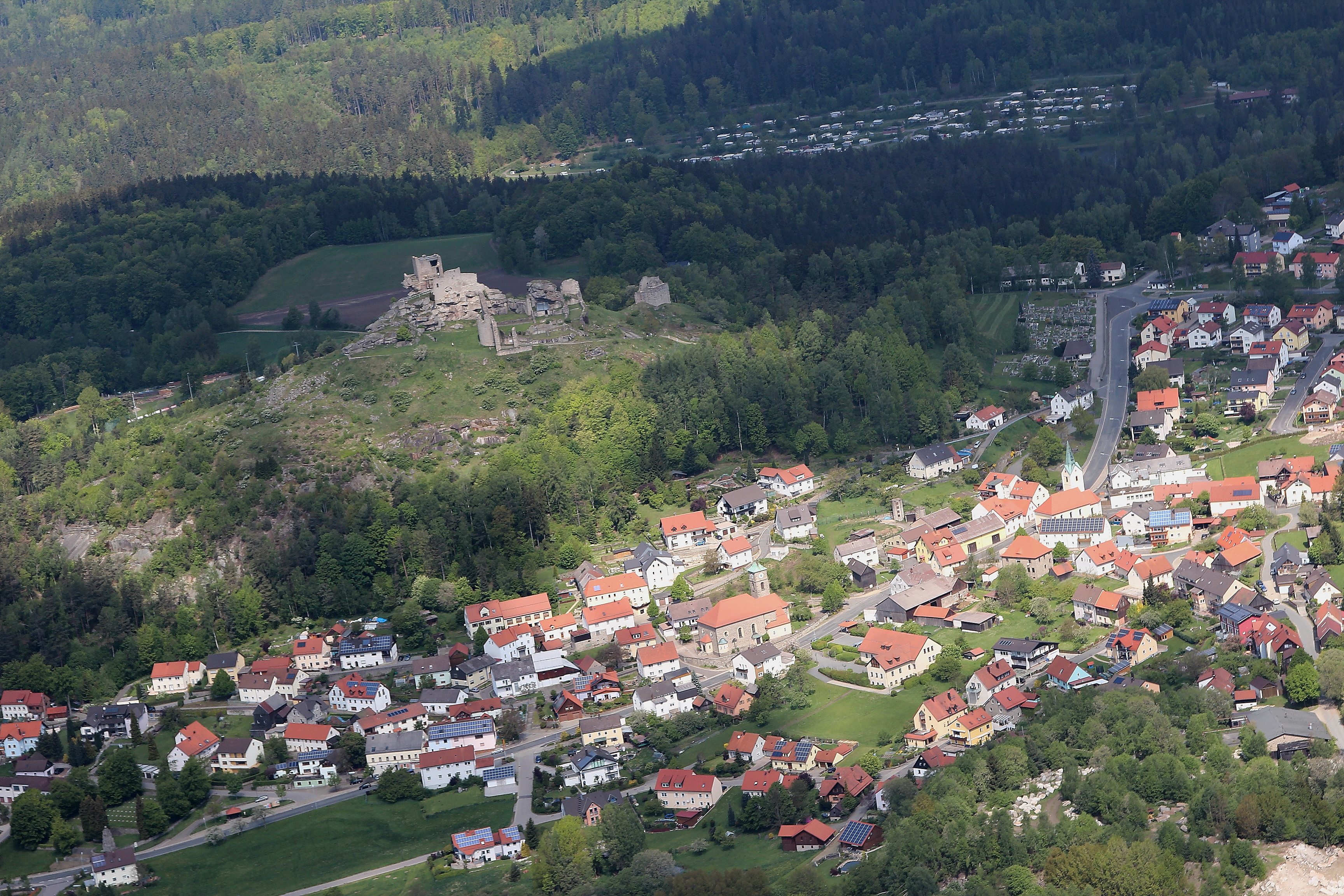
Blick auf Flossenbürg (2014)

Flossenbürg (bairisch: Flossabirch) ist eine Gemeinde und ein Pfarrdorf im Oberpfälzer Landkreis Neustadt an der Waldnaab. Der staatlich anerkannte Erholungsort liegt im Oberpfälzer Wald an der Grenze zu Tschechien, wo sich die Nachbargemeinde Lesná (Schönwald) befindet. In Flossenbürg befand sich von 1938 bis 1945 das Konzentrationslager Flossenbürg der Nationalsozialisten.

## Geografie

### Nachbargemeinden
Die benachbarten Städte und Gemeinden in Deutschland sind (im Uhrzeigersinn): Bärnau, Georgenberg, Waldthurn, Floß und Plößberg.
| Plößberg 6 km |                                             | Bärnau 13 km            |
| Floß 6 km     | Kompassrose, die auf Nachbargemeinden zeigt | Lesná (Schönwald) 14 km |
|               | Waldthurn 7 km                              | Georgenberg 6 km        |

### Gemeindegliederung
Die Gemeinde hat sieben Gemeindeteile (in Klammern ist der Siedlungstyp angegeben):
- Altenhammer (Dorf)
- Flossenbürg (Pfarrdorf)
- Gaismühle (Einöde)
- Hildweinsreuth (Weiler)
- Rückersmühle (Dorf)
- Rumpelbach (Einöde)
- Sankt Ötzen (Weiler)

## Geschichte

### Bis zur Gemeindegründung
Die erste gesicherte Nennung des Ortes erfolgte im Jahr 948, als er das erste Mal urkundlich erwähnt wurde. Von etwa 1171 bis 1177 wurde er als „de (von) Flozzen“ bezeichnet, von 1190 bis ca. 1200 als „Friderichesfloze“, 1251 als „... kastra (die Burgen) Vlozz...“, 1326 als „Friedreichsflozze“, 1357 als „Flossenberg“, 1469 als „Floßennperg“, 1473 als „Flosserburg“, 1482 als „... zu Floss am perge“, 1509 als „Flossenpurg“, 1535 als „Flossenpürg ... Flossnpürg“, um etwa 1610 als „... von Schloß Flossenbürg oder im Marckh Floß“ und 1665 als „Flossenbürg im Richterambt Floss“. Beim Bestimmungswort des Ortsnamens handelt es sich um einen ursprünglichen Gewässernamen, der auf den germanischen Begriff „fluto“ zurückgeht, der so viel wie „die Fließende“ bedeutet. Der zwei Mal verwendete Unterscheidungszusatz bezieht sich vermutlich auf Kaiser Friedrich Barbarossa, der die Burg im Jahr 1189 erworben hatte. Das den Namen der Burg ergänzende Grundwort „berc“ (Berg) bzw. „burc“ stammt aus der mittelhochdeutschen Sprache und hat die Bedeutung von „umschlossener, befestigter Ort, Burg“.
Die Burg Flossenbürg war eine Festung der Hohenstaufen. Flossenbürg im heutigen Bezirk Oberpfalz gehörte später zum Herzogtum Neuburg-Sulzbach und kam 1777 zum Landgericht Floß des Kurfürstentums Bayern. Mit dem Gemeindeedikt von 1818 entstand die heutige politische Gemeinde.

### KZ Flossenbürg

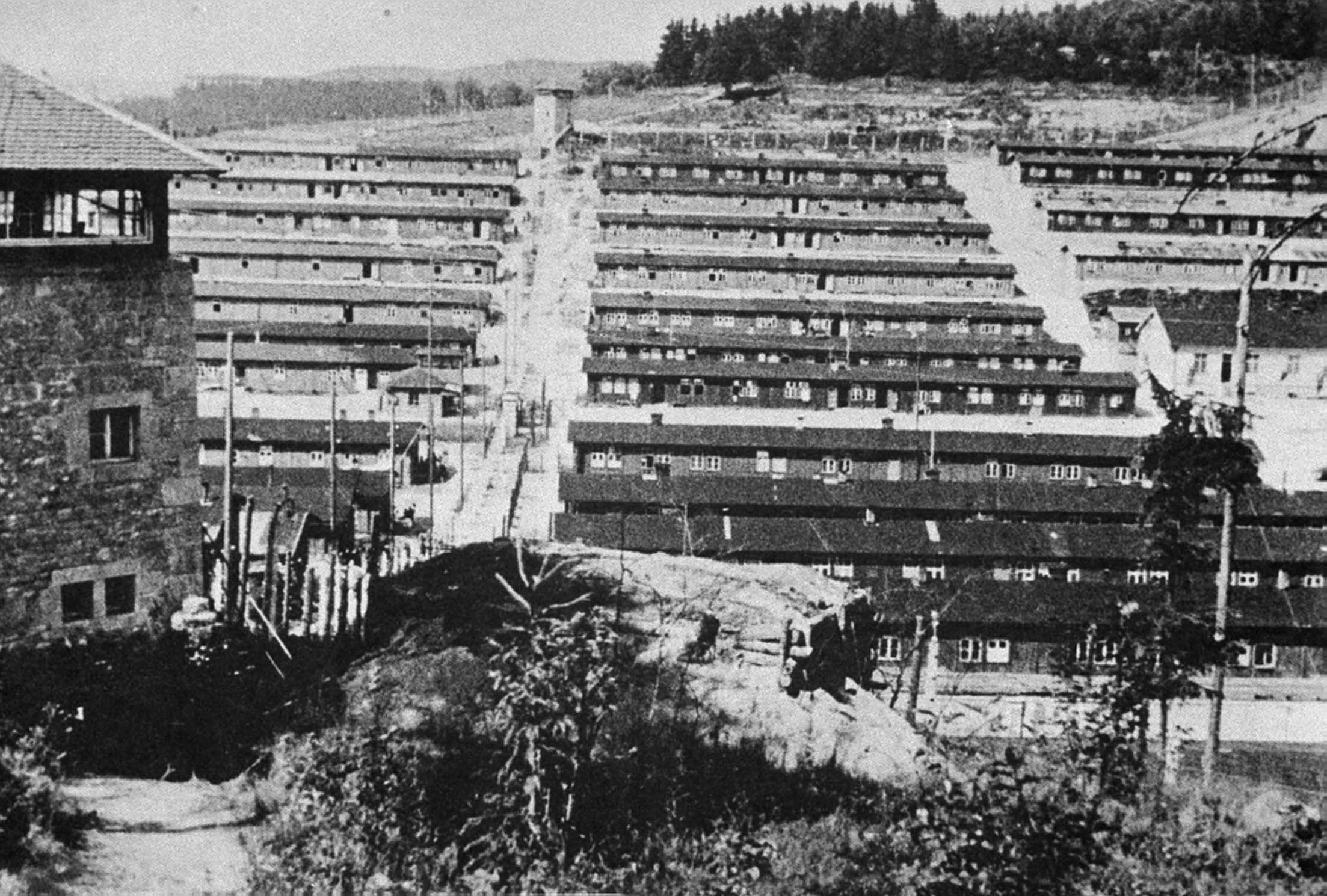
Das KZ Flossenbürg im April 1945

Von 1938 bis 1945 existierte in der Gemeinde das Konzentrationslager Flossenbürg mit mehr als 100.000 Gefangenen. Dort wurden bekannte Persönlichkeiten des Widerstandes gegen den Nationalsozialismus hingerichtet – manche erst 14 Tage vor der Befreiung des Lagers wie Wilhelm Canaris, Hans Oster und der evangelische Theologe Dietrich Bonhoeffer. Am 23. April 1945 erreichte die 90. Infanterie-Division der 3. US-Armee die Gemeinde und das Konzentrationslager und nahm sie kampflos ein. In den Wochen zuvor waren Häftlinge ermordet und die meisten Gefangenen mit Todesmärschen aus dem Lager gebracht worden. In einem großen Gebiet von Würzburg bis Prag gehörten zum Lagersystem des KZ Flossenbürg 80 Außenlager, darunter der berüchtigte Doggerstollen.
Heute befindet sich auf einem Teil des KZ-Geländes eine Gedenkstätte. Die Evangelische Jugend Oberfranken veranstaltet jährlich ein internationales Jugendtreffen, bei dem Jugendliche aus Europa zusammenkommen, um gemeinsam mit Häftlingen des ehemaligen KZ Flossenbürg der Toten zu gedenken und an die schrecklichen Ereignisse zu erinnern, aber auch um den Dialog mit den Zeitzeugen zu suchen.
In Flossenbürg liegt an der Hohenstaufenstraße ein Ehrenfriedhof, auf dem 146 KZ-Häftlinge begraben sind. Im süddeutschen Raum, wo Todesmärsche von KZ-Häftlingen von oder nach dem KZ Flossenbürg stattfanden, befinden sich Grabstätten mit mindestens 1300 Häftlingsgräbern.

### Einwohnerentwicklung
| Jahr      | 1970 | 1987 | 1991 | 1995 | 2000 | 2005 | 2010 | 2015 | 2017 | 2022 |
| --------- | ---- | ---- | ---- | ---- | ---- | ---- | ---- | ---- | ---- | ---- |
| Einwohner | 2071 | 1980 | 2001 | 1925 | 1847 | 1747 | 1657 | 1582 | 1525 | 1460 |

- Zwischen 1988 und 2018 sank die Einwohnerzahl von 1996 auf 1482 um 514 bzw. um 25,8 %, das war der prozentual deutlichste Einwohnerrückgang im Landkreis im genannten Zeitraum.

## Politik

### Gemeinderat
Seit den bayerischen Kommunalwahlen am 15. März 2020 hat der Gemeinderat 13 Mitglieder:
- CSU: 6 Sitze
- SPD: 5 Sitze
- FWG: 2 Sitze

### Bürgermeister
Seit 11. November 2015 ist Thomas Meiler (CSU) Erster Bürgermeister, nachdem sein sozialdemokratischer Vorgänger Johann Kick (2002–2015) aus gesundheitlichen Gründen vom Amt zurücktrat. Meiler war am 8. November 2015 mit 51,1 % der Stimmen gewählt worden. Bei den Kommunalwahlen 2020 wurde er mit 59,1 % in seinem Amt bestätigt.

### Wappen
| | Blasonierung: „In Rot auf aus dem Schildfuß wachsendem schwarzem Felsen eine gemauerte silberne Burgruine in perspektivischer Ansicht, im Schildhaupt beseitet von zwei Schildchen, im rechten in Schwarz ein rot gekrönter, rot bewehrter und bezungter goldener Löwe, im linken silbern-blaue Wecken (bayerische Rauten).“ |
| Wappenbegründung: Der schwarze Felsen aus Granit symbolisiert die Granitvorkommen Flossenbürgs, die silberne Burgruine stellt den Wohnturm, das Kerngebäude der Ruine Burg Flossenbürg dar. Die zwei Schildchen mit dem goldenen Pfälzer Löwen in schwarzem Feld und den weiß-blauen bayerischen Rauten stehen für die historische Zugehörigkeit Flossenbürgs zur Oberpfalz und zu Bayern. Das Wappen wird seit 1979 geführt. | |

## Kultur und Sehenswürdigkeiten

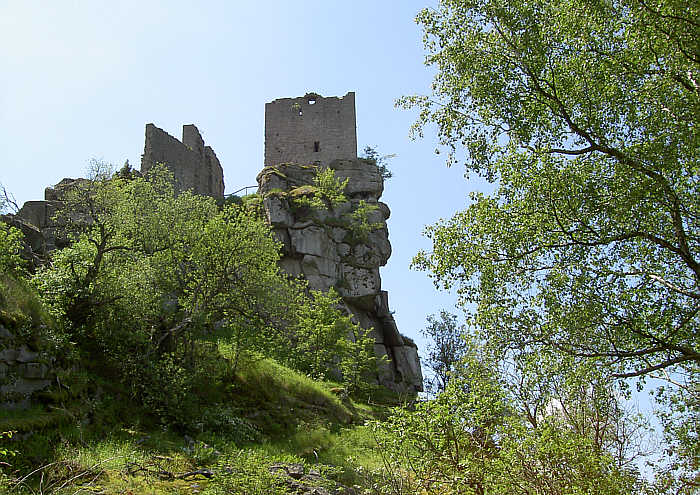
Ruine der Burg Flossenbürg

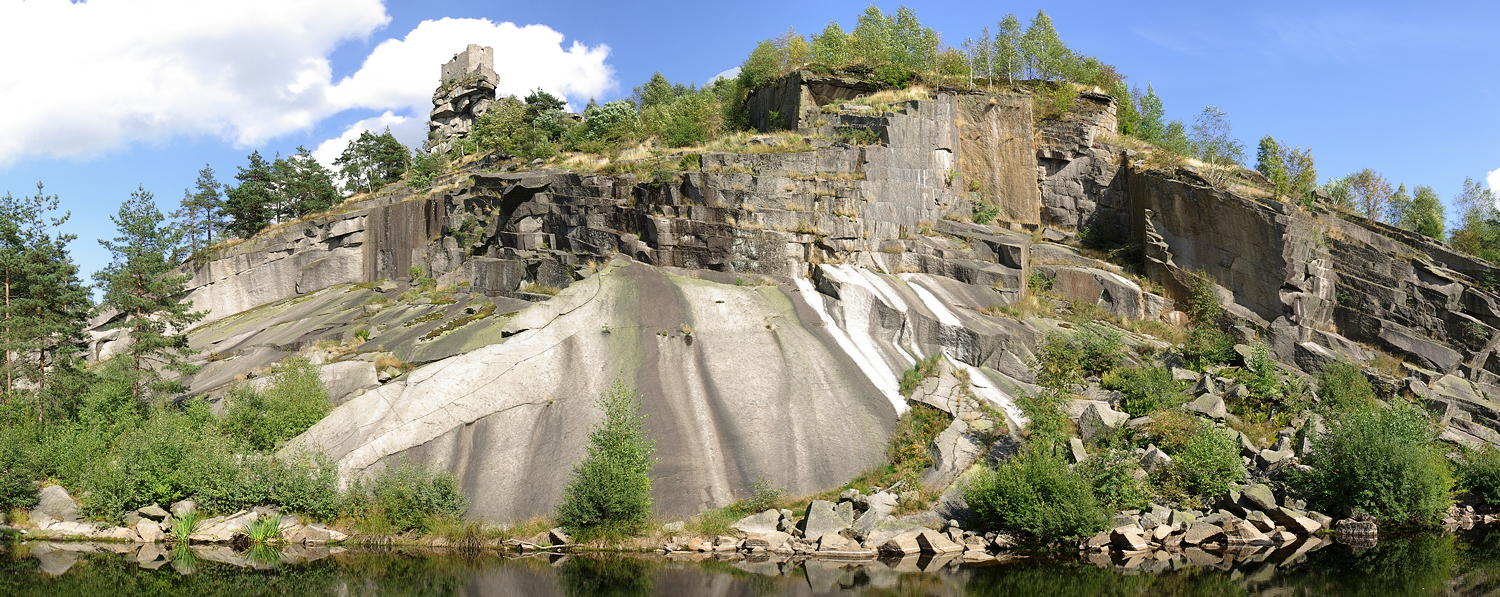
Flossenbürger Granit mit Spiegelung der Burg im Wasser

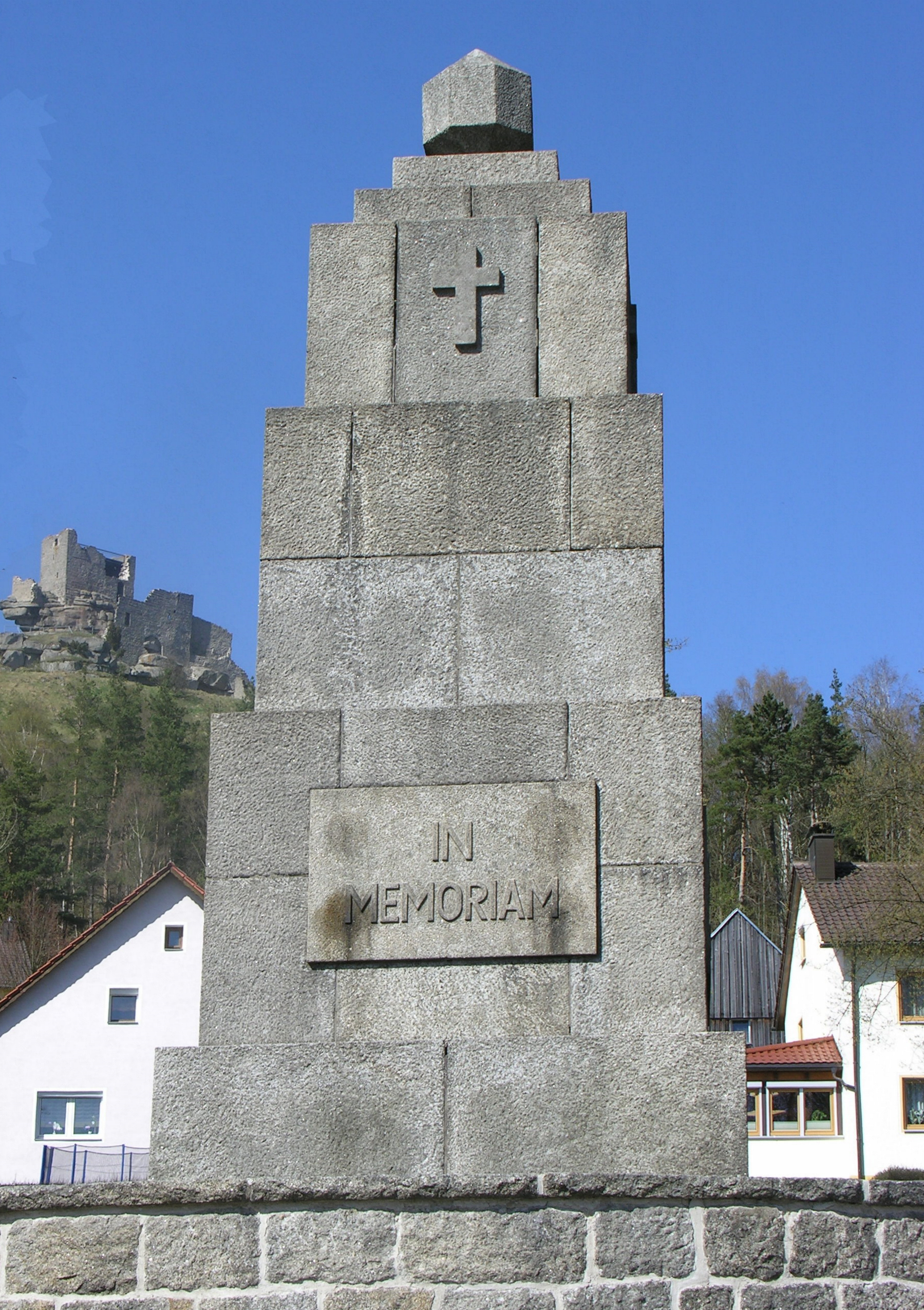
Gefallenen-Gedenkstein aus Granit vor Burg Flossenbürg

### Bauwerke
Auf eine bewegte Baugeschichte blickt die Evangelisch-lutherische Pfarrkirche St. Pankratius; die Katholische Pfarrkirche St. Pankratius entstand 1956, die Sühnekapelle Flossenbürg 1948.

Überregional bekannt ist die Grab- und Gedenkstätte des KZ Flossenbürg, der ein Forschungs- und Dokumentationszentrum angegliedert ist. Über die Gemeinde erhebt sich die Ruine der Burg Flossenbürg. Letztere ist nicht nur das Wahrzeichen von Flossenbürg, sondern auch das Wahrzeichen des Oberpfälzer Waldes.

### Sonstiges
Flossenbürg ist bekannt für seine Granitvorkommen. Große Mengen des Flossenbürger Granits, der nur mit hohem Kraftaufwand manuell im Steinbruch zu gewinnen und zu bearbeiten ist, wurden von KZ-Häftlingen für das Reichsparteitagsgelände in Nürnberg abgebaut.
Am Fuße der Burg im Gaistal, welches rund 1 km von Flossenbürg entfernt ist, befindet sich die ca. 1,1 km² große Naturbadestelle „Großer Gaisweiher“. Daran angeschlossen ist die Freizeit- und Campinganlage Gaisweiher, die von der Gemeinde betrieben wird. Die Nutzung der Freizeit- und Badelandschaft mit dazugehöriger Liegewiese steht Besuchern und Familien kostenlos zur Verfügung.

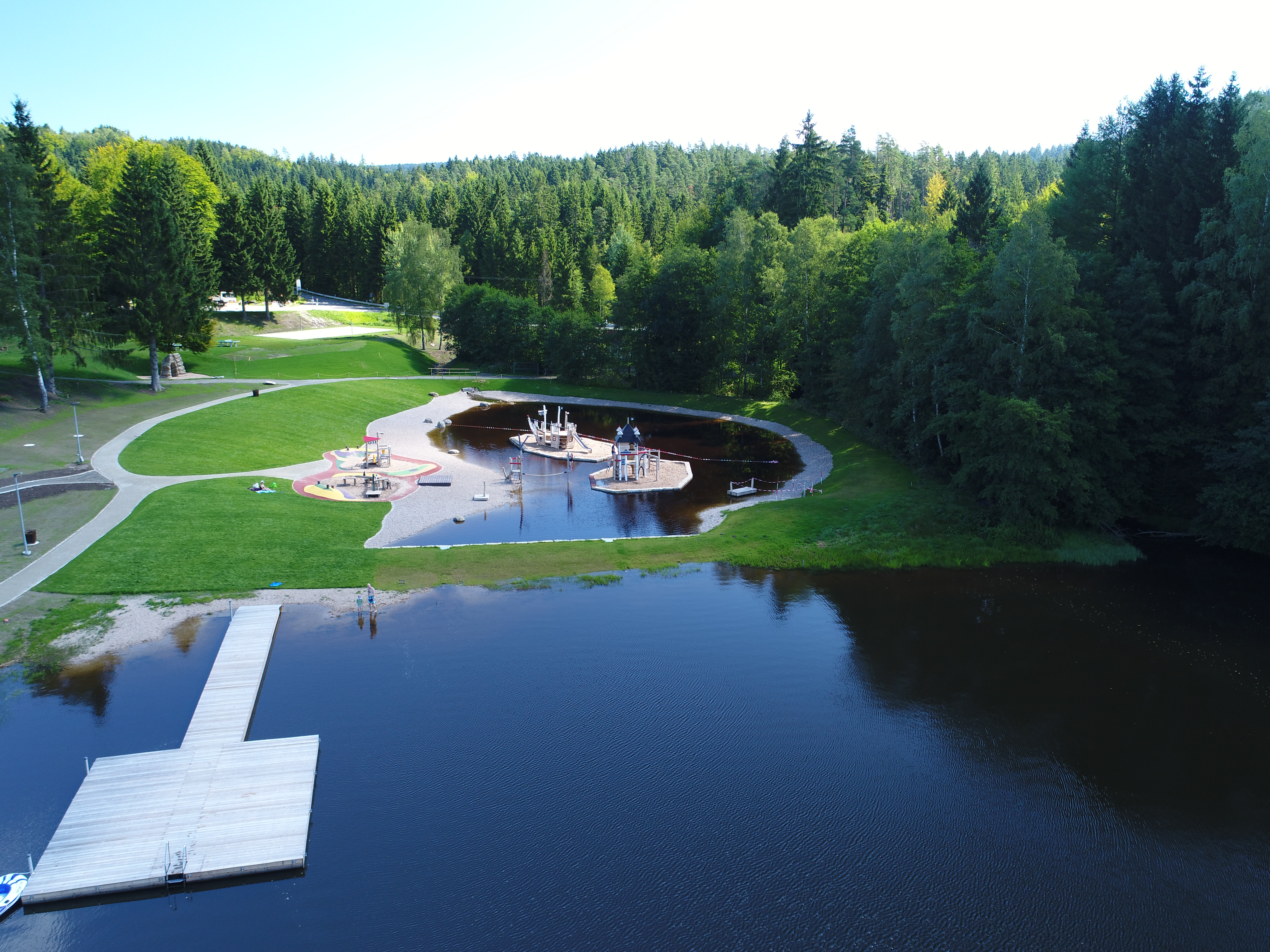
Freizeit- und Badelandschaft mit Spielplatz und Liegewiese in der Freizeit- und Campinganlage Gaisweiher in Flossenbürg

## Wirtschaft und Infrastruktur

### Wirtschaft einschließlich Land- und Forstwirtschaft
Es gab 2020 nach der amtlichen Statistik im produzierenden Gewerbe 318 und im Bereich Handel und Verkehr zehn sozialversicherungspflichtig Beschäftigte am Arbeitsort. In sonstigen Wirtschaftsbereichen waren am Arbeitsort drei Personen sozialversicherungspflichtig beschäftigt. Sozialversicherungspflichtig Beschäftigte am Wohnort gab es insgesamt 644. Im verarbeitenden Gewerbe gab es einen Betriebe, im Bauhauptgewerbe zwei Betriebe. Zudem bestanden im Jahr 2016 vier landwirtschaftliche Betriebe mit einer landwirtschaftlich genutzten Fläche von 82 ha, davon waren 38 ha Ackerfläche und 44 ha Dauergrünfläche.

### Verkehr
Flossenbürg war Endbahnhof der in Floß von der Bahnstrecke Neustadt (Waldnaab)–Eslarn abzweigenden Strecke Floß–Flossenbürg und wird heute von einer Buslinie von Weiden über Neustadt an der Waldnaab zum Langlaufzentrum Silberhütte bedient.
In Flossenbürg treffen sich die Staatsstraße 2395 und die Staatsstraße 2154.